# Azerbajdzjanfilm

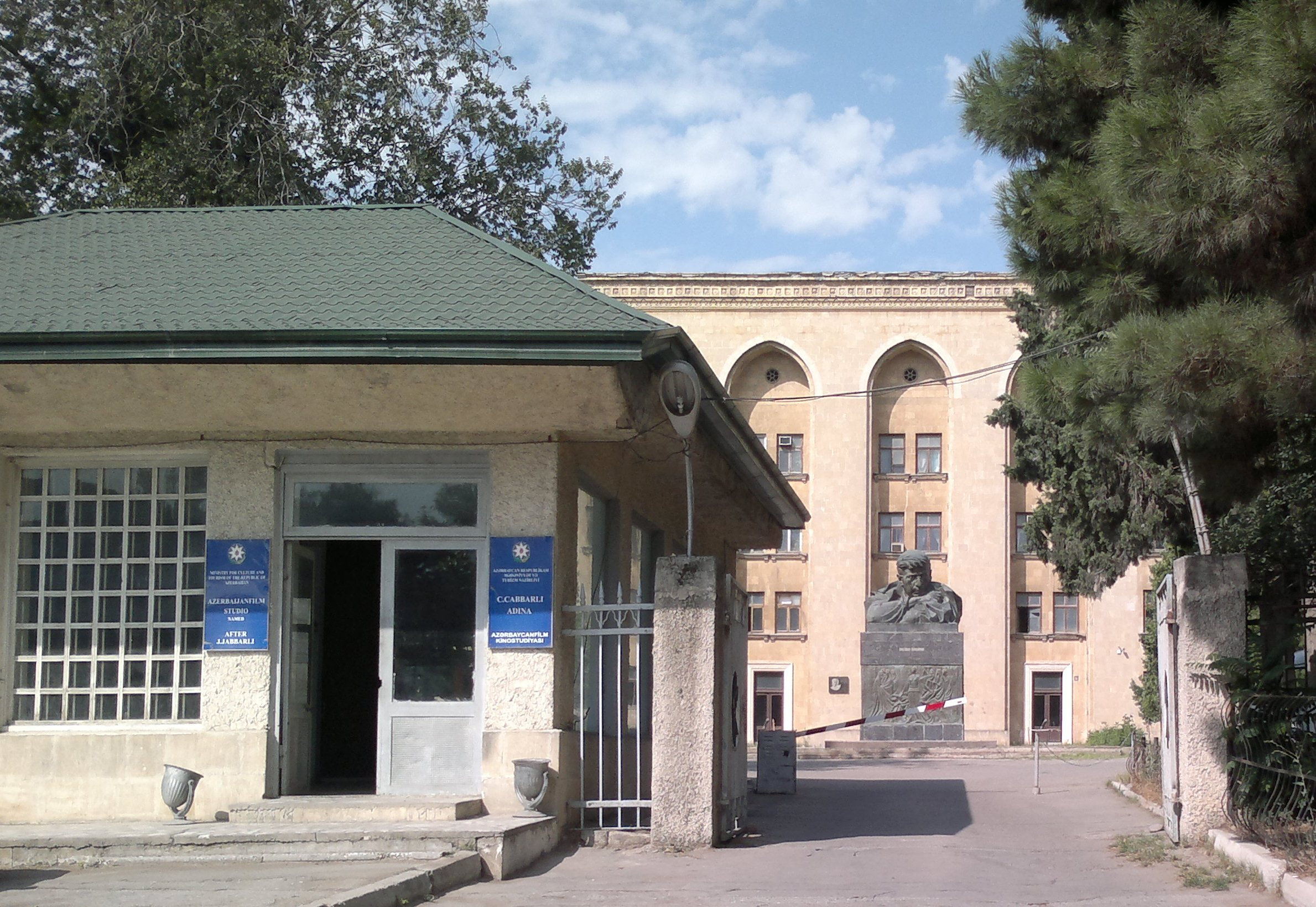
Azerbajdzjanfilms entré

Azerbajdzjanfilm (azeriska: Azərbaycanfilm) är en azerisk filmstudio som grundades 1920 och är belägen i Baku. Första filmen gjordes 1924 och hette Legenden om jungfrutornet (Qız qalası əfsanəsi).